# Coming out (film, 2013)
A Coming out 2013-ban bemutatott magyar LMBT témájú romantikus filmvígjáték, melyet Orosz Dénes írt és rendezett. A főbb szerepekben Csányi Sándor, Tompos Kátya és Mucsi Zoltán látható.
A 2013. december 5-én bemutatott film összességében negatív kritikákat kapott. Ennek ellenére a 2013-as év legnézettebb magyar filmje lett, egy hónap alatt elérte a 100 ezres nézőszámot a hazai mozikban.

## Cselekmény
Erik homoszexualitását nyíltan vállaló rádiós műsorvezető, híresség. Naponta szembe kell néznie a mássága miatti atrocitásokkal, köztük szomszédja, Pecsák úr ellenszenves viselkedésével. Erik párjával, Balázzsal készül összeházasodni, de miután egy Linda nevű doktornő motorral elgázolja őt, Erik szokatlan változást vesz észre önmagán: hirtelen vonzódni kezd a nőkhöz, különösen Lindához és egész addigi élete a feje tetejére áll.

## Szereplők
- Csányi Sándor – Vándor Erik
- Tompos Kátya – Dr. Szekeres Linda, rezidens orvos
- Karalyos Gábor – Balázs
- Für Anikó – Júlia, újságíró
- Gyabronka József – Kálmán
- Mucsi Zoltán – Pecsák, kommandós szomszéd
- Nényei Klára – Fanni
- Takács Katalin – Erik anyja
- Borbély Alexandra – Fruzsina, Linda kolléganője
- Mészáros Tibor – Gergö
- Hegedűs D. Géza – Vilmos, a MÁSOK leköszönő elnöke
- Pavletits Béla – Richárd
- Simon Kornél – Áron
- Dankó István – Anti, homofób munkás
- Mészáros Máté – Hangtechnikus Erik rádióműsorában
- Scherer Péter – főszerkesztő
- Kun Vilmos – Szabó
- Petróczi Zoltán – Lady Dömper
- Erdélyi Mária – idős nő
- Tenczler Tímea – anya
- Czeizel Endre – önmaga
- Bakonyi Alexa – mentőápoló
- Bősze György – Sanyi bá
- Jaskó Bálint – pincér
- Szécsi Vilma – idős beteg
- Galambos Attila – fiatal férfi
- Nemes-Takách Kata – középkorú nő
- Konter László – orvos
- Jeremiás Alíz – titkárnő
- John Bailey McAllister – Kolos
- Mészáros Béla – újságíró

## Nézettség
A nézettségi adatok szerint 141 850 jegyet adtak el rá.